# Masku
Masku est une municipalité située dans le Sud-Ouest de la Finlande, dans la province de Finlande occidentale et la région de Finlande du Sud-Ouest.
Depuis 2009, elle a incorporé la municipalité de Lemu.

## Géographie
Le centre-ville se situe à 18 km de Turku, la capitale provinciale, 12 km de Raisio et 15 km de Naantali.

## Démographie
Depuis 1980, la démographie de Masku a évolué comme suit, :
| Année      | 1980  | 1985  | 1990  | 1995  | 2000  | 2005  |
| ---------- | ----- | ----- | ----- | ----- | ----- | ----- |
| population | 5 209 | 5 961 | 6 887 | 7 399 | 7 763 | 8 606 |

| Année      | 2010  | 2015  | 2020  |
| ---------- | ----- | ----- | ----- |
| population | 9 455 | 9 706 | 9 532 |

## Transports
Masku est traversé par la Route nationale 8  qui mène de Turku à Liminka.
La gare de Masku est desservie par la voie ferrée d'Uusikaupunki qui va de Turku à Uusikaupunki.

## Lieux et monuments
Maksu a de nombreux bâtiments historiques dont
- l'église médiévale de Masku[5]
- Le manoir de Kankainen (fi)[6]
- Le musée de Masku[7]
- La roseraie de Masku (fi)[8]
- Église d'Askainen
- Askaisten Ritaripuisto
- Kemppien tupa
- Manoir de Kankainen
- Parc national de Kurjenrahka

## Jumelages
| Ville | Ville              | Pays | Pays    | Période     |
| ----- | ------------------ | ---- | ------- | ----------- |
|       | Commune de Halinga |      | Estonie | depuis 1993 |
|       | Commune de Kärla   |      | Estonie | depuis 1998 |
|       | Commune de Rae     |      | Estonie | depuis 1990 |
|       | Kingissepp         |      | Russie  | depuis 1986 |

## Personnalités
- Jarkko Nieminen, joueur de tennis
- Riku Riski, footballeur
- Roope Riski, footballeur
- Kasper Hämäläinen, footballeur
- Luka Marttila, joueur de volley-ball

## Galerie

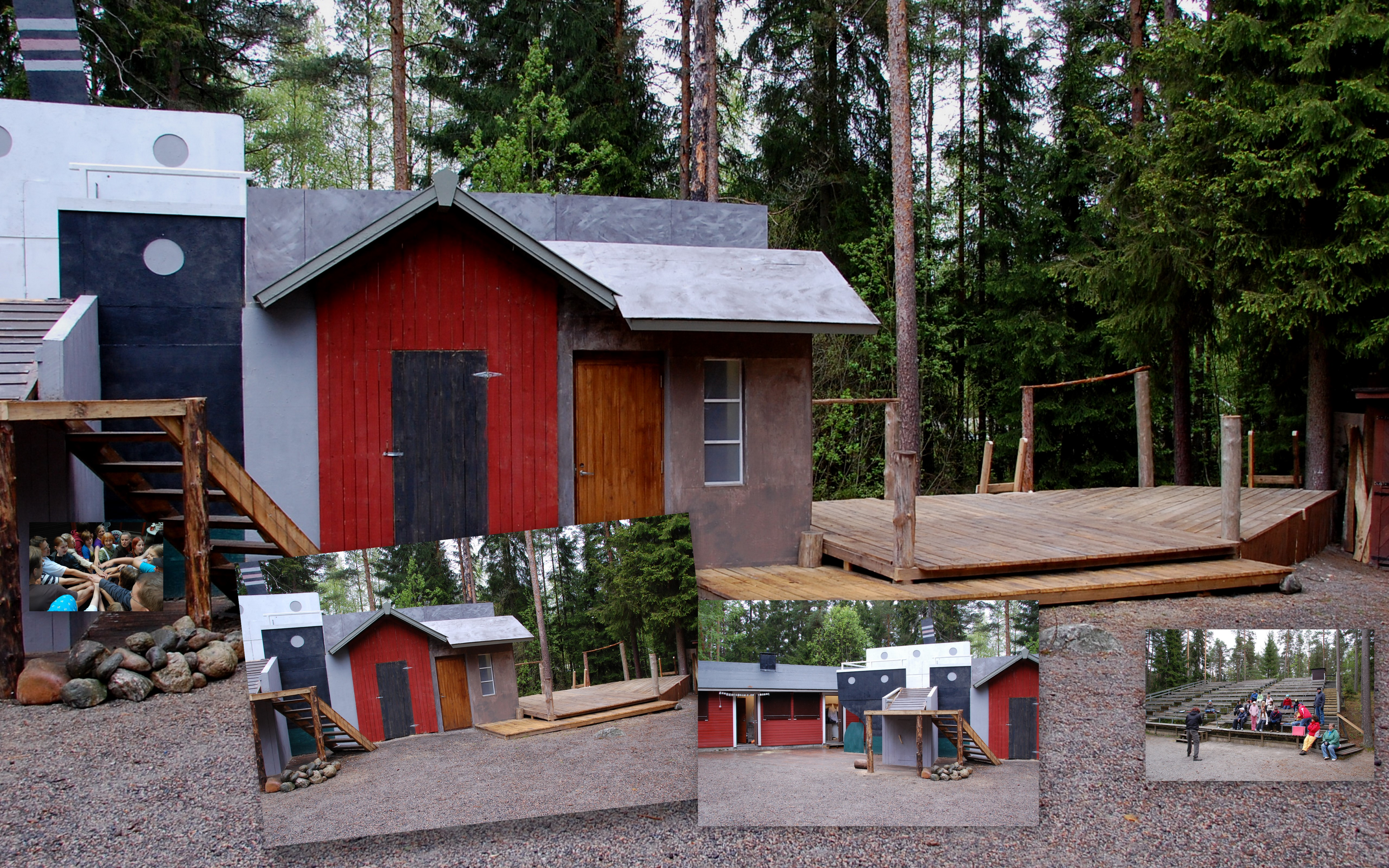
Théâtre de Masku.
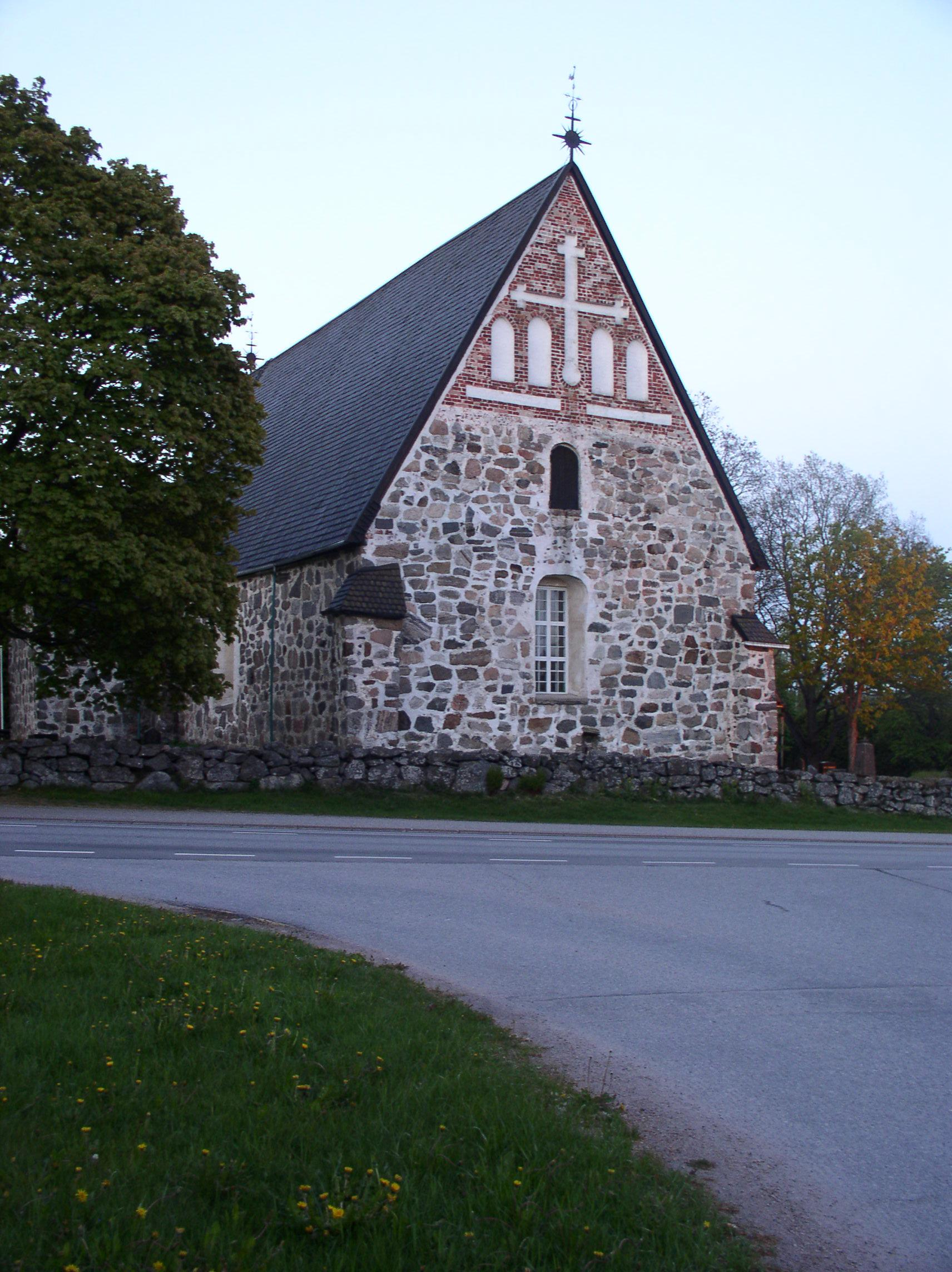
Église de Masku
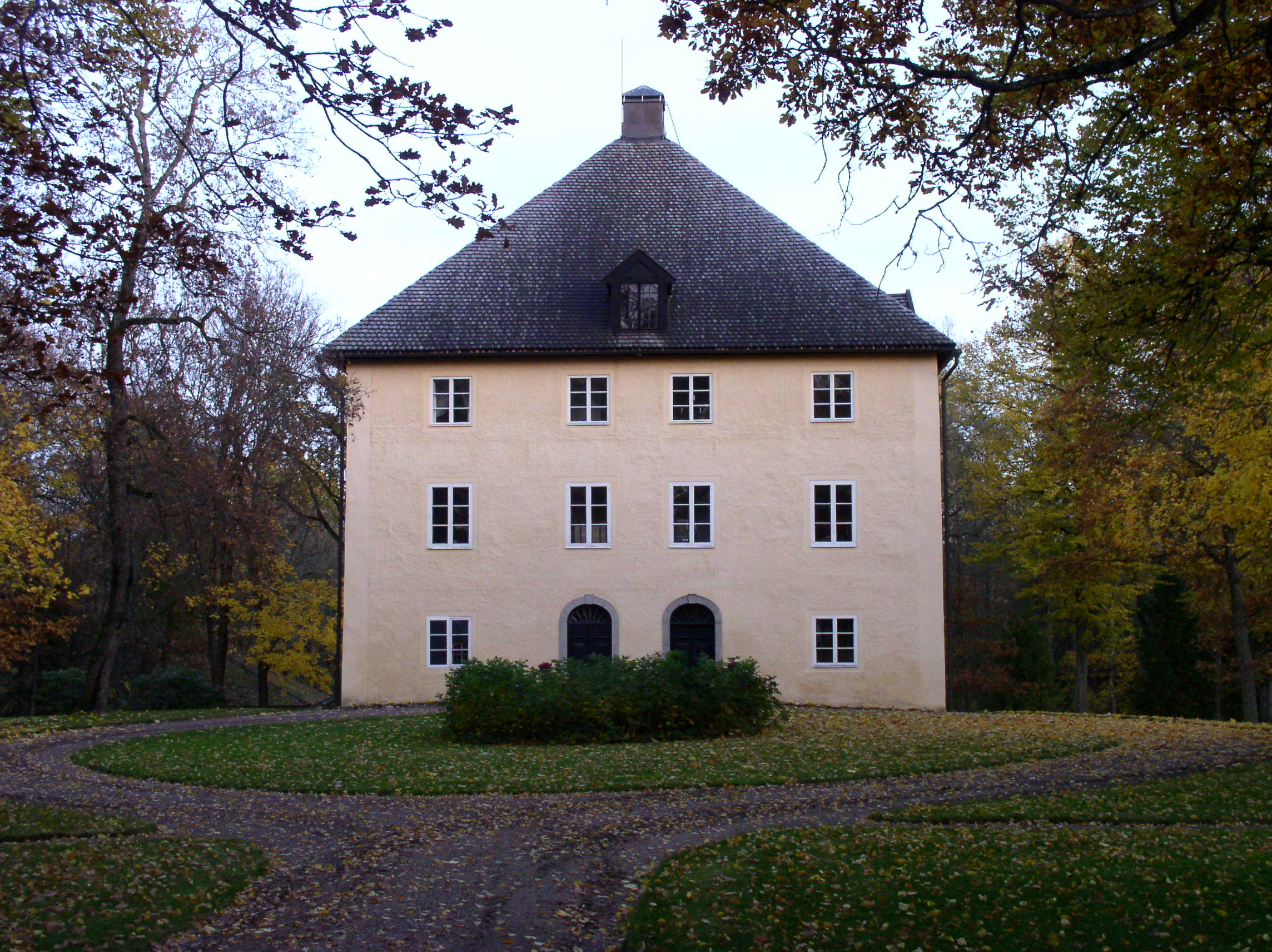
Manoir de Kankainen
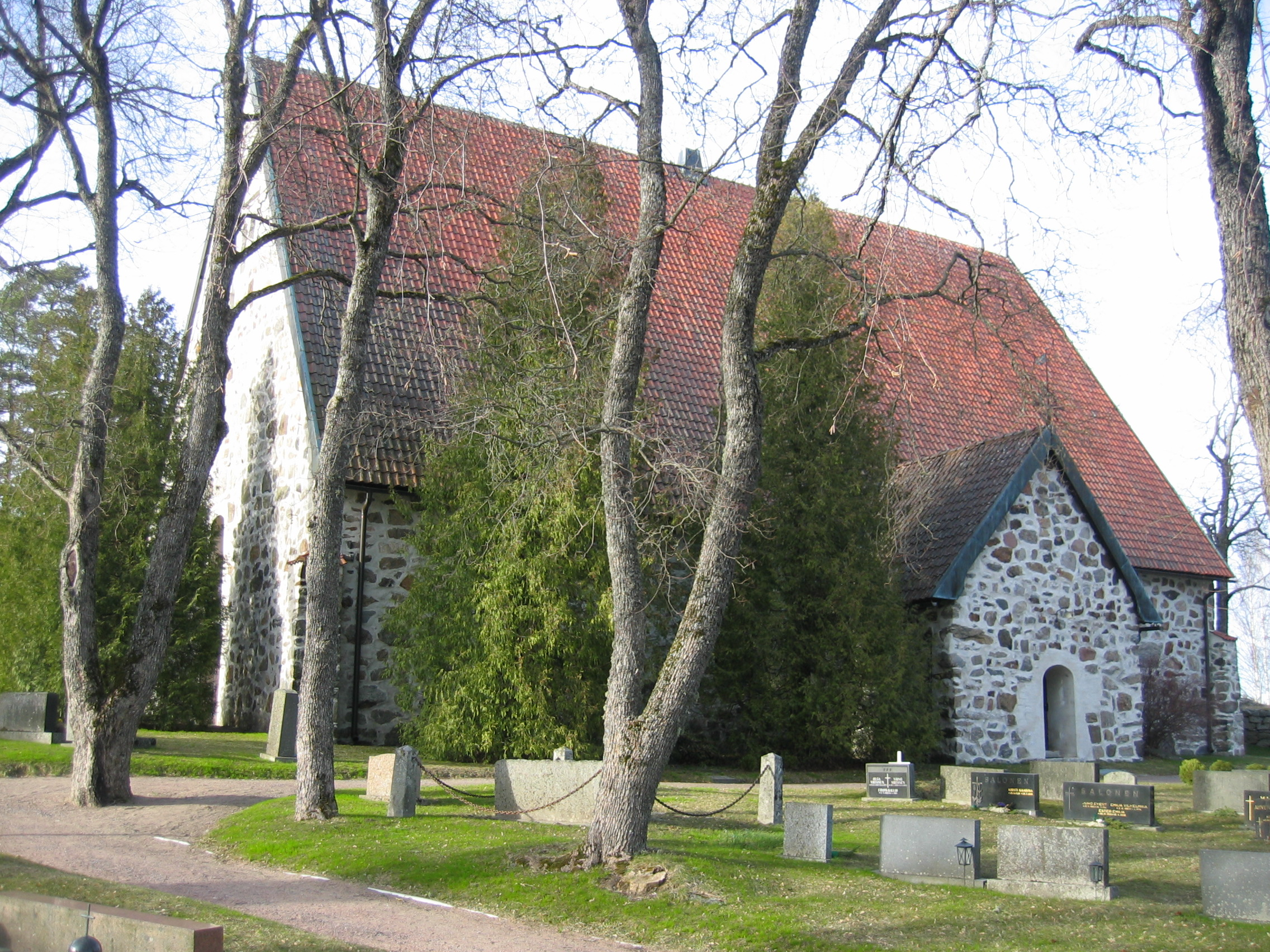
Église de Lemu

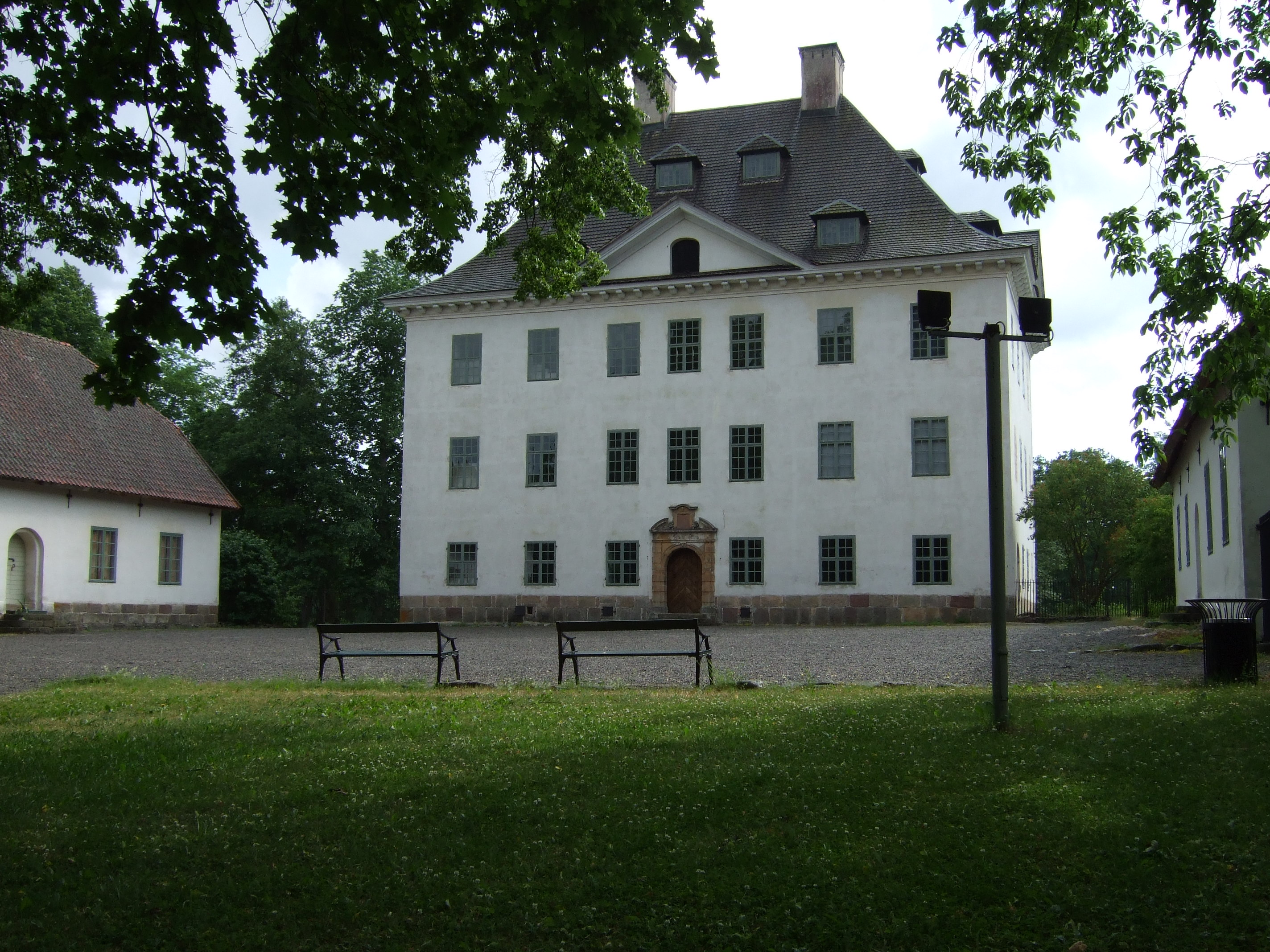
Manoir de Louhisaari
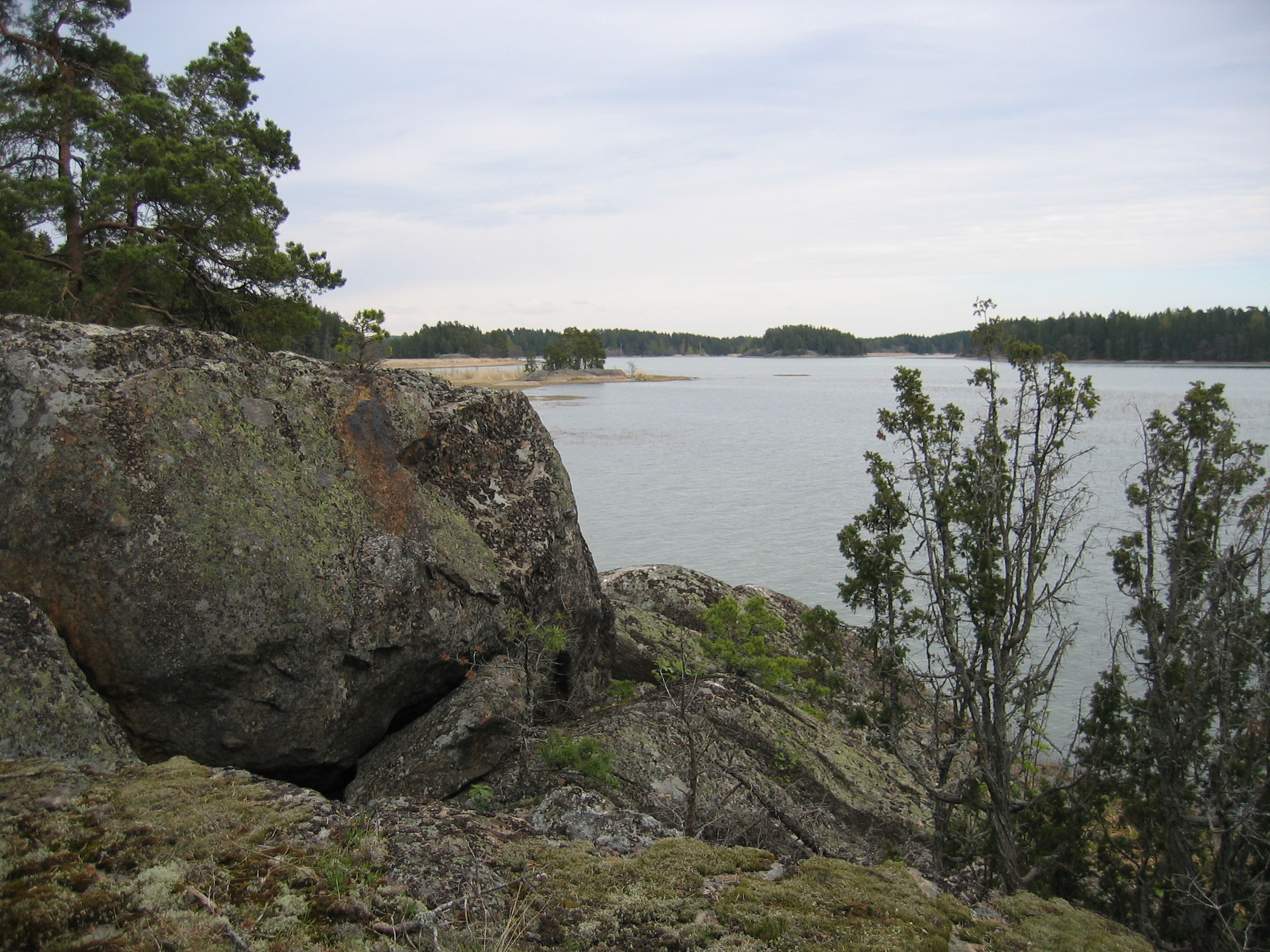
Zone aviaire de Oukkulanlahti.
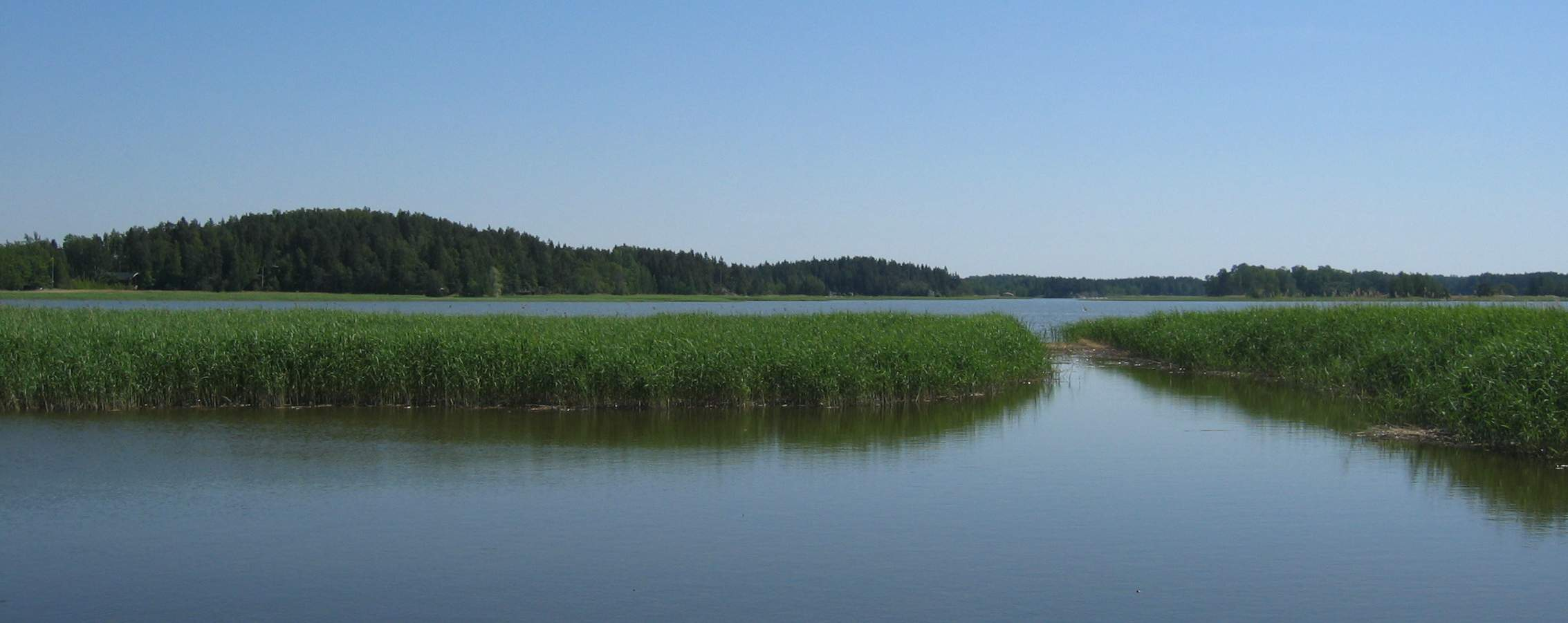
Kuurnanpää à Lemu.
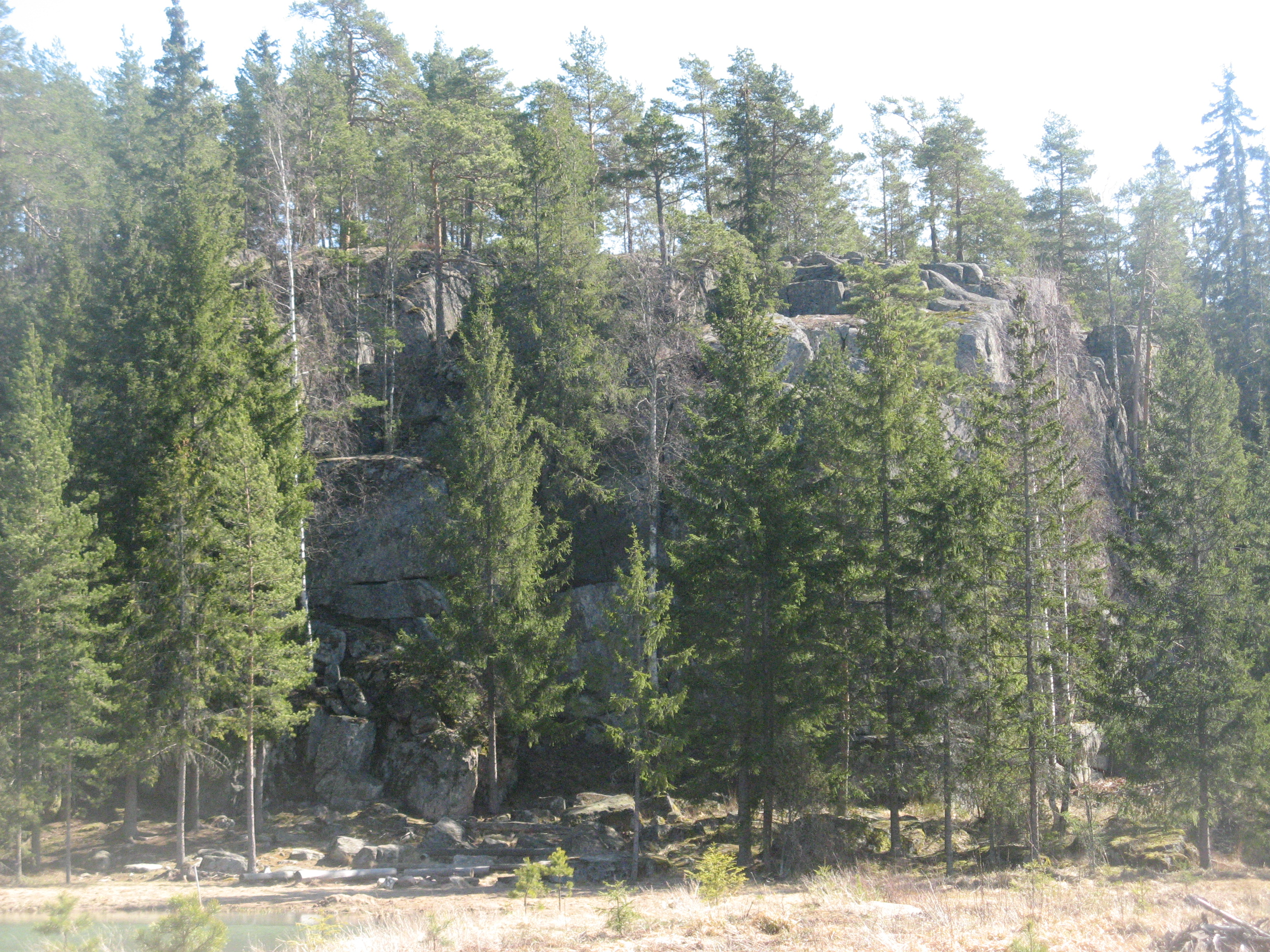
Kajamonvuori (fi)